# Fußballverein Illertissen e.V.
Fußballverein Illertissen e.V. é uma agremiação alemã, fundada em 1921, sediada em Illertissen, na Baviera.

## História
Embora a cidade de Illertissen seja na Baviera, sua proximidade com outras cidades de Baden-Württemberg, lhe permitiu participar da competição desse estado. Em 1963, tornou-se a primeira equipe bávara a ganhar o Württembergischen-Pokal (Copa Württemberg), derrotando o SV Hussenhofen.
Ao longo de sua trajetória tem jogado nas divisões inferiores do futebol alemão. Ganhou a promoção à Landesliga Württemberg I (VI), em 1979, e permaneceu nesta até 1987. Depois de cair brevemente para a Bezirksliga (VII), o time retornou à Landesliga e, em 2003, avançou pela primeira vez à Verbandsliga.
A equipe é rival do SpVgg Au/Iller, o qual pertence ao mesmo distrito. Após vários anos duelando na Württemberg Verbandsliga (V), ambas as equipes foram promovidas à Oberliga Baden-Württemberg (V) em 2008. O Au, em algumas temporadas anteriores, teve o privilégio de ser o primeiro time bávaro a jogar em Baden-Württemberg. Já o Illertissen seguiu a sua rota. O clube se classificou para os play-offs da Oberliga juntamente com o Kehler FV.
Em dezembro de 2011, o clube decidiu mudar para o sistema de liga da Baviera 2012-2013 a partir da época. A razão para a mudança foi a introdução da Regionalliga Bayern, competição na qual o clube só precisava, em 2010-2011, terminar em nono para conseguir a qualificação.

## Títulos
- Württemberg Cup (WFV Cup) 1963;
- Promoção para a Oberliga Baden-Württemberg 2008;
- Semifinais da WFV Cup 2009;
- Final da WFV Cup 2010;

## Cronologia recente
A recente performance do clube:
| Temporada | Divisão                    | Módulo | Posição |
| 2002–03   | Landesliga Württemberg     | VI     | ↑       |
| 2003–04   | Verbandsliga Württemberg   | V      | 11ª     |
| 2004–05   | Verbandsliga Württemberg   | V      | 6ª      |
| 2005–06   | Verbandsliga Württemberg   | V      | 7ª      |
| 2006–07   | Verbandsliga Württemberg   | V      | 9ª      |
| 2007–08   | Verbandsliga Württemberg   | V      | 3ª ↑    |
| 2008–09   | Oberliga Baden-Württemberg | V      | 8ª      |
| 2009–10   | Oberliga Baden-Württemberg | V      | 4ª      |
| 2010–11   | Oberliga Baden-Württemberg | V      | 7ª      |
| 2011–12   | Oberliga Baden-Württemberg | V      | 4ª ↑    |
| 2012–13   | Regionalliga Bayern        | IV     | ª       |